# Serie C2 1993/1994
Soutěžní ročník Serie C2 1993/94 byl 16. ročník čtvrté nejvyšší italské fotbalové ligy. Soutěž začala 12. září 1993 a skončila 26. června 1994. Účastnilo se jí celkem 54 týmů rozdělené do tří skupin po 18 klubech. Z každé skupiny postoupili první dva do třetí ligy a jeden ze třetího místa. Do nižší ligy sestoupili kluby kteří skončili na posledních třech místech v tabulce. Od této sezóny byly za vítězství 3 body. 
Sezona skončila kvůli finančním nesrovnalostem jinak. Kluby které měli sestoupit níž (US Aosta, AC Centese, Vastese Calcio, AS Cecina a AS Bisceglie) byli nakonec ponechány i pro příští sezonu.